# Princess Seaways
Le Princess Seaways est un ferry appartenant à la compagnie danoise DFDS. Construit de 1985 à 1986 aux chantiers Schichau-Seebeckwerft de Bremerhaven pour la compagnie ouest-allemande TT-Line, il portait à l'origine le nom de Peter Pan. Mis en service en juin 1986 sur les lignes reliant l'Allemagne de l'Ouest à la Suède, il sera cependant jugé inadapté à cette liaison en raison de sa faible capacité de roulage. Vendu en 1990 au gouvernement de Tasmanie, il intègre en 1993 la flotte de la compagnie australienne TT-Line Pty Ltd. qui l'emploie entre l'Australie continentale et la Tasmanie sous le nom de Spirit of Tasmania. Remplacé en 2002 par des unités plus performantes, il est cédé en décembre à la compagnie norvégienne Fjord Line qui l'exploite à compter de 2003 sous le nom de Fjord Norway entre la Norvège et le Danemark puis vers le Royaume-Uni à partir de fin 2005. Revendu en septembre 2006 à DFDS, il est rebaptisé Princess of Norway et rejoint la flotte de l'armateur danois le mois suivant. Exploité dans un premier temps sur ses lignes habituelles, il est transféré en mai 2007 sur les liaisons reliant les Pays-Bas au Royaume-Uni.

## Histoire

### Origines et construction
Au milieu des années 1980, la compagnie TT-Line envisage de lancer la construction de quatre navires identiques. Parmi ces nouvelles unités, deux sont prévues pour intégrer la flotte de la compagnie ouest-allemande afin de remplacer les ferries Peter Pan et Nils Holgersson entre l'Allemagne et la Suède tandis que les deux autres seront employés sur les liaisons reliant les Pays-Bas au Royaume-Uni sous les couleurs de la filiale Olau Line.
Commandés auprès du chantier Schichau-Seebeckwerft de Bremerhaven, ces futurs navires sont conçus comme des versions plus grandes et plus abouties des ferries Olau Hollandia et Olau Britannia, construit par ces mêmes chantiers au début des années 1980 pour la filiale Olau Line. Affichant des dimensions particulièrement imposantes malgré une longueur limitée à 160 mètres, ils se démarquent toutefois par une largeur et une hauteur très élevées ainsi qu'une silhouette cubique très massive. Leur capacité de roulage est nettement augmentée par rapport à celle de leurs modèles avec l'ajout de deux niveaux de garage supplémentaire, permettant d'embarquer plus de 500 véhicules. Bien que la capacité passagère soit légèrement revue à la baisse en comparaison avec leurs aînés, la surface destinée aux installations demeure très importante avec trois ponts complets réservés aux passagers qui pourront profiter de commodités classiques mais confortables telles qu'un bar, plusieurs espaces de restauration, une galerie marchande et même une piscine intérieure. Ces navires apportent également un lot de nouveautés comme par exemple un système d'ouverture des cabines par carte magnétique. Les deux premières unités, destinées à naviguer pour le compte de TT-Line, sont baptisées Peter Pan et Nils Holgersson qui sont également les noms des deux anciens navires qu'ils doivent remplacer au sein de la flotte.
Première unité construite, le Peter Pan est mis sur cale le 8 juillet 1985 et lancé quelques mois plus tard le 30 novembre. Après les travaux de finitions, il est livré à TT-Line le 30 mai 1986.

### Service

#### TT-Line (1986-1993)
Présenté au public à Hambourg le 31 mai, le Peter Pan est ensuite mis en service le 2 juin 1986 entre Lübeck et Trelleborg. Il sera rejoint en juin 1987 par son sister-ship le Nils Holgersson. Les deux navires rencontrent rapidement un certain succès auprès de la clientèle mais s'avèrent toutefois rattrapés par l'augmentation du trafic des remorques. Afin de pallier ce problème, TT-Line envisage tout d'abord d'effectuer des travaux de jumboïsation sur les navires afin d'augmenter leur longueur mais ce projet ne sera jamais concrétisé.
En 1989, la chute du mur de Berlin et la disparition du rideau de fer accroît la concurrence des transporteurs de fret sur les liaisons germano-suédoises. Ainsi, au début des années 1990, TT-Line envisage de transférer sur cet axe les ferries Robin Hood et Nils Dacke, dont la faible capacité passagère et l'importante surface affectée au transport de fret s'avère plus adéquate.
En conséquence, TT-Line annonce en décembre 1990 la vente du Peter Pan à la compagnie australienne TT-Line Pty Ltd., détenue par le gouvernement de Tasmanie, pour la somme de 150 millions de dollars et une livraison fixée à 1993. Il s'agit là de la deuxième transaction entre les deux armateurs, la première ayant eu lieu en 1985 avec la vente de l'ancien Nils Holgersson. La jeune compagnie australienne s'était à cette occasion inspirée du nom et du logo de TT-Line afin de définir sa propre appellation, ainsi les deux entreprises partagent un nom similaire, bien que n'ayant aucune affiliation entre elles.
Le Peter Pan reste exploité par TT-Line durant deux ans et demi. Le 31 août 1993, le navire achève sa dernière traversée pour le compte de la compagnie allemande.

#### TT-Line Company (1993-2002)
Le 1er septembre 1993, le navire est pris en main par un équipage australien à Lübeck puis appareille ce même jour à destination de Bremerhaven afin de passer en carénage aux chantiers Lloyd Werft. Durant près d'un mois, des travaux de rénovation sont effectués au niveau des intérieurs et des machines qui se révèlent pour leur part être en mauvais état. Cependant, en raison du manque de temps et d'un budget limité, tous les défauts ne seront pas corrigés, notamment une défaillance concernant l'un des stabilisateurs.

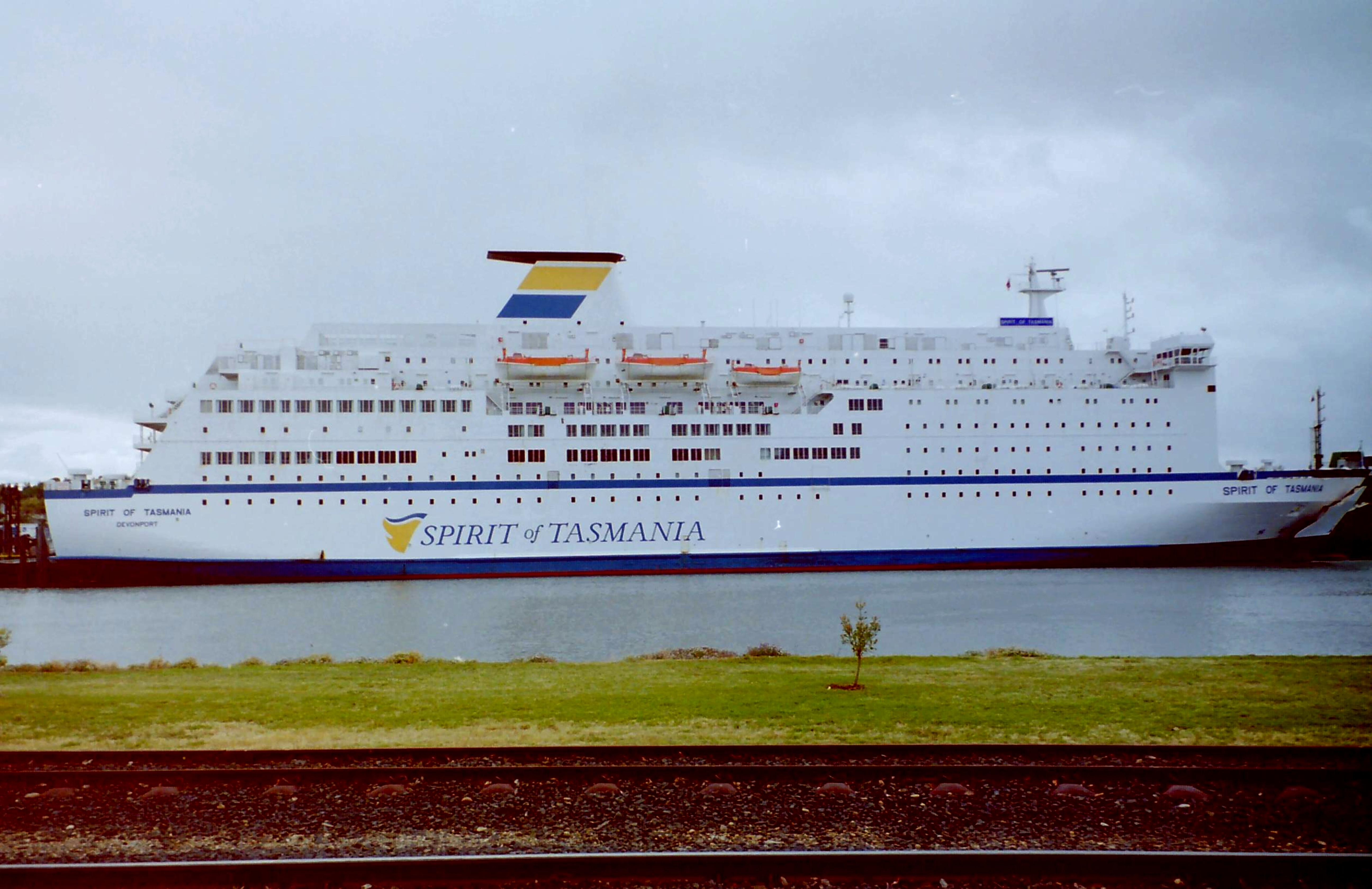
Le Spirit of Tasmania à Devonport.

À l'issue des travaux, le 30 septembre, le navire est rebaptisé Spirit of Tasmania. Le 5 octobre, il quitte l'Allemagne et entame son long périple à destination de l'Australie. Durant plus d'un mois, le car-ferry traverse une grande partie du globe, effectuant au passage des escales aux îles Canaries et au Cap. Arrivé en Australie, il réalise tout d'abord une escale à Fremantle puis met le cap vers la Tasmanie. Il achève finalement son voyage le 12 novembre en arrivant à Devonport. Lors de son passage dans la Mersey River, plus d'un millier de personnes se pressent sur les rives du fleuve pour l'accueillir. Après être resté à Devonport durant deux semaines au cours desquelles de dernières interventions sont réalisées à bord, le navire appareille le 25 novembre à destination de Hobart afin d'être présenté au public. Le 27 novembre, le Spirit of Tasmania regagne Devonport où les derniers membres de l'équipage embarquent à bord. À la tombée du soir, il prend la direction de Melbourne, accompagnant au passage le ferry Abel Tasman qui réalise quant à lui sa dernière traversée en vue de son remplacement par le Spirit of Tasmania. Arrivé le lendemain, il est accueilli par les bateaux-pompes de Melbourne et vient s'amarrer au quai de TT-Line. Le 29 novembre à 18h00, le Spirit of Tasmania appareille pour son voyage inaugural à destination de Devonport.
À partir de mai 1994, TT-Line décide de mettre à contribution l'inactivité du navire les dimanches soir afin de l'employer sur des mini-croisières aux alentours de Melbourne. Devant le succès de cette formule, la compagnie tentera également de proposer des escapades durant les après-midis mais cette expérience s'avèrera moins concluante. À plusieurs reprises, l'itinéraire du navire est étendu jusqu'au cap Otway mais cette escale sera rapidement abandonnée en raison des conditions météorologiques parfois rudes et de la faible profondeur des eaux.
Au cours de son arrêt technique bi-annuel effectué à Newcastle entre juillet et août 1995, des interventions ont lieu au niveau des aménagements intérieurs, en particulier le restaurant, qui est agrandi.
Le 5 septembre 1999, alors que le Spirit of Tasmania navigue vers Devonport, plusieurs explosions retentissent au niveau des carters des moteurs principaux. Par mesure de sécurité, l'équipage stoppe trois des quatre moteurs et le navire est contraint d'achever sa traversée à vitesse réduite en n'utilisant que le moteur N°4. Une fois arrivé en Tasmanie, les mécaniciens procèdent à l'inspection des machines et découvrent une série de défaillances au niveau des pistons. Les dégâts sont d'une telle ampleur que les pièces doivent être démontées et envoyées par avion chez le constructeur MaK, en Allemagne. Afin de pallier l'indisponibilité du Spirit of Tasmania, TT-Line doit dans un premier temps mettre en place des avions afin de transporter les passagers qui devaient prendre place à bord du navire pour la traversée retour vers Melbourne. La compagnie affrètera par la suite des navires à grande vitesse Incat. Remis en état, le Spirit of Tasmania reprend finalement ses traversées le 21 septembre. Sa panne et les conséquences qui en ont découlé auront coûté au total 8,8 millions de dollars.
Dans la nuit du 23 février 2001, au cours d'une traversée entre Melbourne et Devonport, un incendie est repéré par l'équipage vers 1h14 au niveau du magasin du photographe sur le pont E. Alerté, le commandant décide à 1h20 de rassembler les passagers et fait déclencher l'alarme. Après fermeture des portes coupe-feu, l'équipage s'affaire à éteindre les flammes en utilisant des extincteurs puis une lance à incendie. Maîtrisé, le feu est éteint à 1h44 et les 967 passagers sont autorisés à regagner leurs cabines deux heures plus tard, le temps que la fumée se dissipe. Le Spirit of Tasmania poursuivra ensuite son voyage sans encombre et arrivera à Devonport à l'heure prévue.
En mai 2002, TT-Line annonce avoir fait l'acquisition des ferries grecs Superfast III et Superfast IV auprès de la compagnie Superfast Ferries. Plus récents mais également plus rapides, ces navires remplaceront le Spirit of Tasmania dès le mois de septembre. Ainsi, le 31 août à 16h, le navire appareille de Devonport et quitte pour la dernière fois la Tasmanie. À l'occasion de ce dernier voyage, l'ambiance se veut festive et un mariage est même célébré à bord. Le Spirit of Tasmania achève sa dernière traversée pour le compte de TT-Line le lendemain à 5h. Au cours de sa carrière sous pavillon australien le navire aura traversé 2 849 fois le détroit de Bass et transporté 2,3 millions de passagers, 807 000 véhicules ainsi que 185 000 remorques.
Peu de temps après son dernier voyage, le navire quitte le quai N°1 afin de céder sa place au Spirit of Tasmania II. Le 5 septembre, il quitte définitivement Melbourne afin de rejoindre Sydney pour y être désarmé. Mis en vente, il est visité par plusieurs acheteurs potentiels mais aucun projet n'est concrétisé. Le 16 décembre, il est finalement cédé à la compagnie norvégienne Kommandittselskapet Nordsjøferger pour la somme de 61 millions de dollars, soit 260 millions de couronnes.

#### Fjord Line (2002-2006)

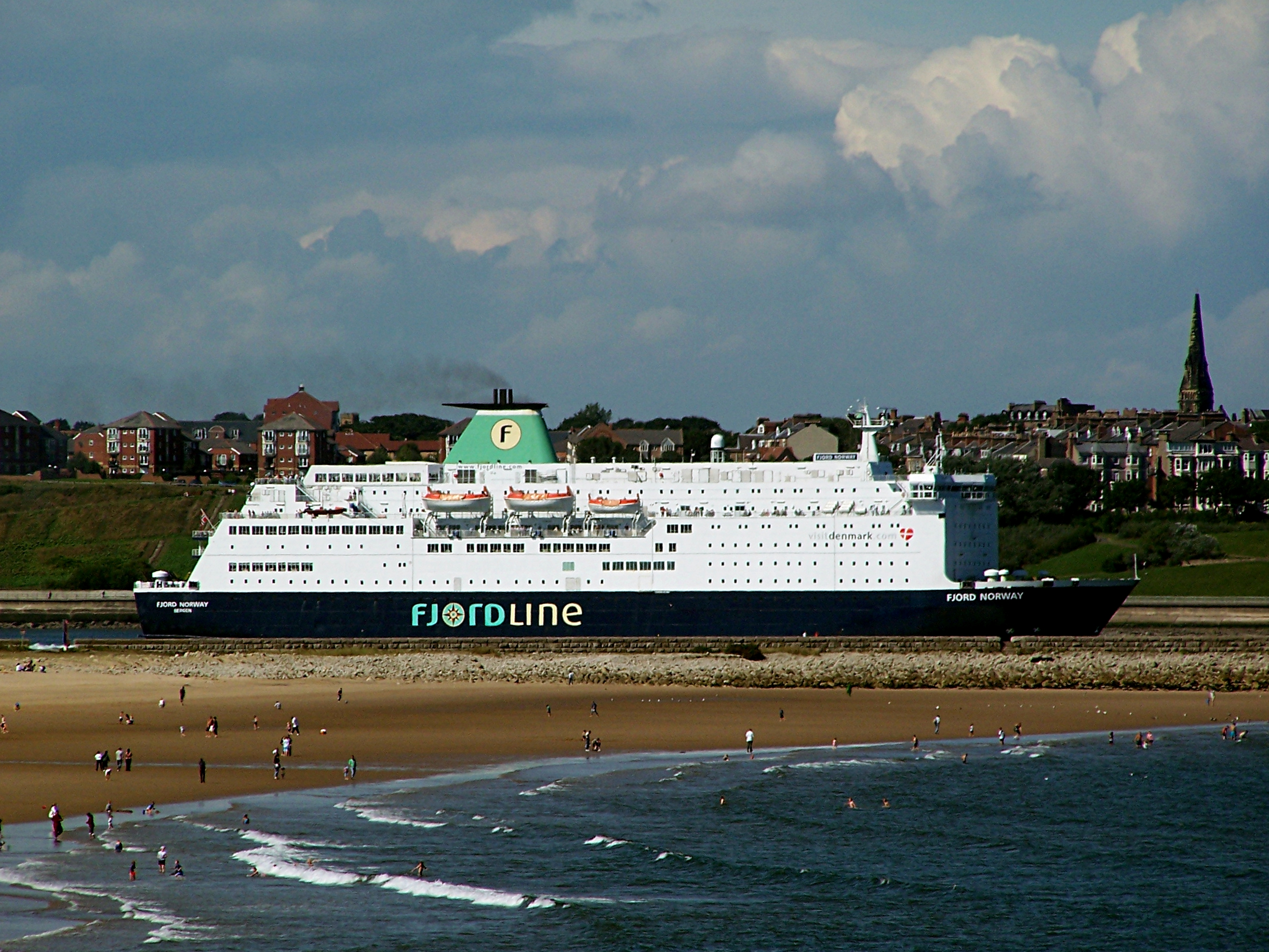
Le Fjord Norway à Newcastle.

Livré à son acheteur, le navire est préparé en vue de son voyage retour vers l'Europe. La livrée commerciale Spirit of Tasmania est effacée de ses flancs et son nom est provisoirement modifié en Spir. Le car-ferry quitte Sydney le 24 décembre 2002, saluant au passage l'opéra de trois coups de corne avant de mettre le cap vers le sud. Après avoir traversé une dernière fois le détroit de Bass, il réalise une escale à Fremantle afin d'avitailler puis quitte définitivement l'Australie le 30 décembre. Le navire effectue alors son périple en sens inverse, passant cette fois-ci par le Sri Lanka et le canal de Suez avant de traverser la Méditerranée et de remonter le long de la côte Atlantique pour ensuite traverser la Manche, la mer du Nord, et finalement atteindre le nord du Danemark le 28 janvier 2003. Transféré par la suite en cale sèche aux chantiers Ørskov de Frederikshavn, il est mis au standards de la compagnie Fjord Line. Sa coque est repeinte en noir et les aménagements intérieurs bénéficient d'un rafraichissement. D'autres interventions telles que le remplacement des anciens propulseurs d'étrave par des plus puissants sont réalisées. Finalement, le coût de la refonte atteindra 10 millions d'euros. Les travaux achevés le mois suivant, le navire se rend en Norvège le 3 avril afin d'être présenté au public. Au cours de la cérémonie d'inauguration, son nouveau nom est dévoilé, le navire se nommant dorénavant Fjord Norway. Quelques jours plus tard, le 8 avril, le car-ferry est mis en service sur sa nouvelle affectation. Il relie alors la Norvège au Danemark en réalisant plusieurs escales le long de la côte norvégienne, à Haugesund et Egersund.
Le 21 décembre, alors qu'il s'apprête à quitter Hanstholm, de fortes rafales de vent entraient le blocage d'une amarre dans l'un des propulseurs d'étrave, rendant ceux-ci inutilisable. Ne pouvant quitter le port dans ces conditions, le navire est contraint d'attendre l'arrivée d'un remorqueur, repoussant son départ au lendemain.
En novembre 2005, Fjord Line décide de transférer le Fjord Norway sur les liaisons reliant la Norvège au Royaume-Uni. Afin d'évaluer le retour de la clientèle sur cette ligne relativement longue, un voyage test est organisé le 11 novembre. Devant le succès rencontré par cette expérience, le navire est officiellement affecté entre Bergen, Stavanger et Newcastle upon Tyne à partir du 17 novembre. Malgré cette expérience concluante, Fjord Line annoncera toutefois en septembre 2006 que l'exploitation de la ligne ainsi que le Fjord Norway seront transférés sous les couleurs de la compagnie danoise DFDS Seaways. En vue de son changement de mains, le navire est temporairement retiré du service le 12 octobre et rejoint une nouvelle fois les chantiers Ørskov de Frederikshavn afin d'être mis aux standards de son nouveau propriétaire.

#### DFDS (depuis 2006)

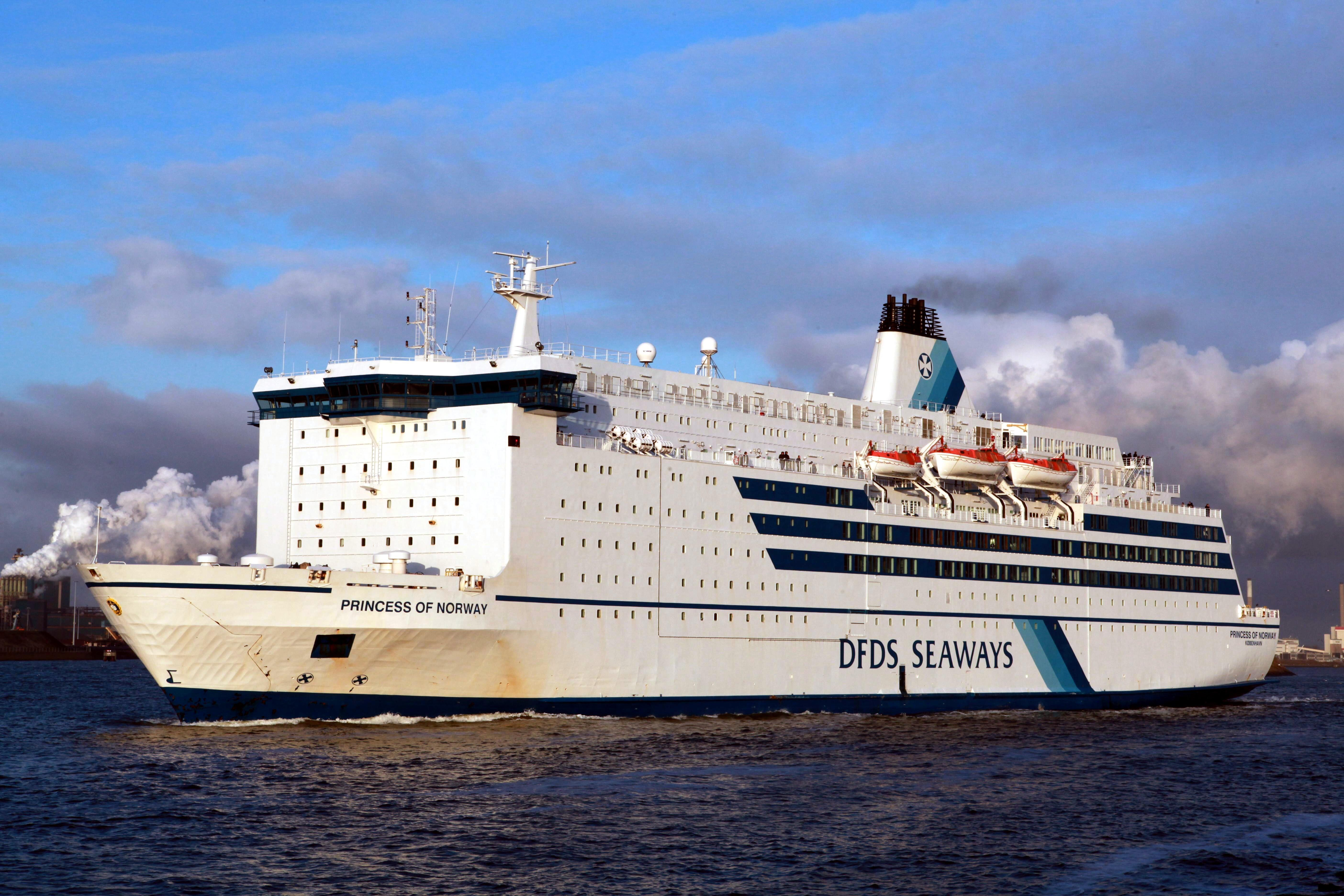
Le Princess of Norway arborant l'ancienne livrée DFDS Seaways.

Réceptionné par DFDS à Frederikshavn le 16 octobre 2006, le navire est rebaptisé Princess of Norway et enregistré sous pavillon danois. Une fois la mise aux couleurs de l'armateur danois terminée, il quitte les chantiers le 6 novembre et regagne Bergen deux jours plus tard. Après une petite cérémonie donnée à bord, il reprend ses traversées vers le Royaume-Uni le 9 novembre.
Entre le 22 janvier et le 4 février 2007, le Princess of Norway est rénové au cours d'un arrêt technique effectué à Frederikshavn. Entre autres interventions, les conduits d'échappement de la cheminée du navire sont rehaussés, ce qui modifie légèrement son apparence.
En mai 2007, DFDS décide de transférer le Princess of Norway sur la desserte du Royaume-Uni depuis les Pays-Bas en remplacement du ferry Queen of Scandinavia, ce dernier souffrant d'une capacité de roulage limitée. Arrivé à Newcastle au terme d'une dernière traversée depuis la Norvège, le Princess of Norway met le cap vers IJmuiden le 29 mai. Il retrouve sur cette ligne son sister-ship l'ex-Nils Holgersson, qui avait intégré la flotte de DFDS en 2006 sous le nom de King of Scandinavia. Les deux jumeaux naviguent ainsi de nouveau en tandem après environ 15 ans de séparation. Entre-temps, la section avant de l'ex-Nils Holgersson a été quelque peu modifiée à l'occasion de son rachat par la compagnie Brittany Ferries en 1993, ce qui fait que les deux navire arborent désormais une apparence distincte.

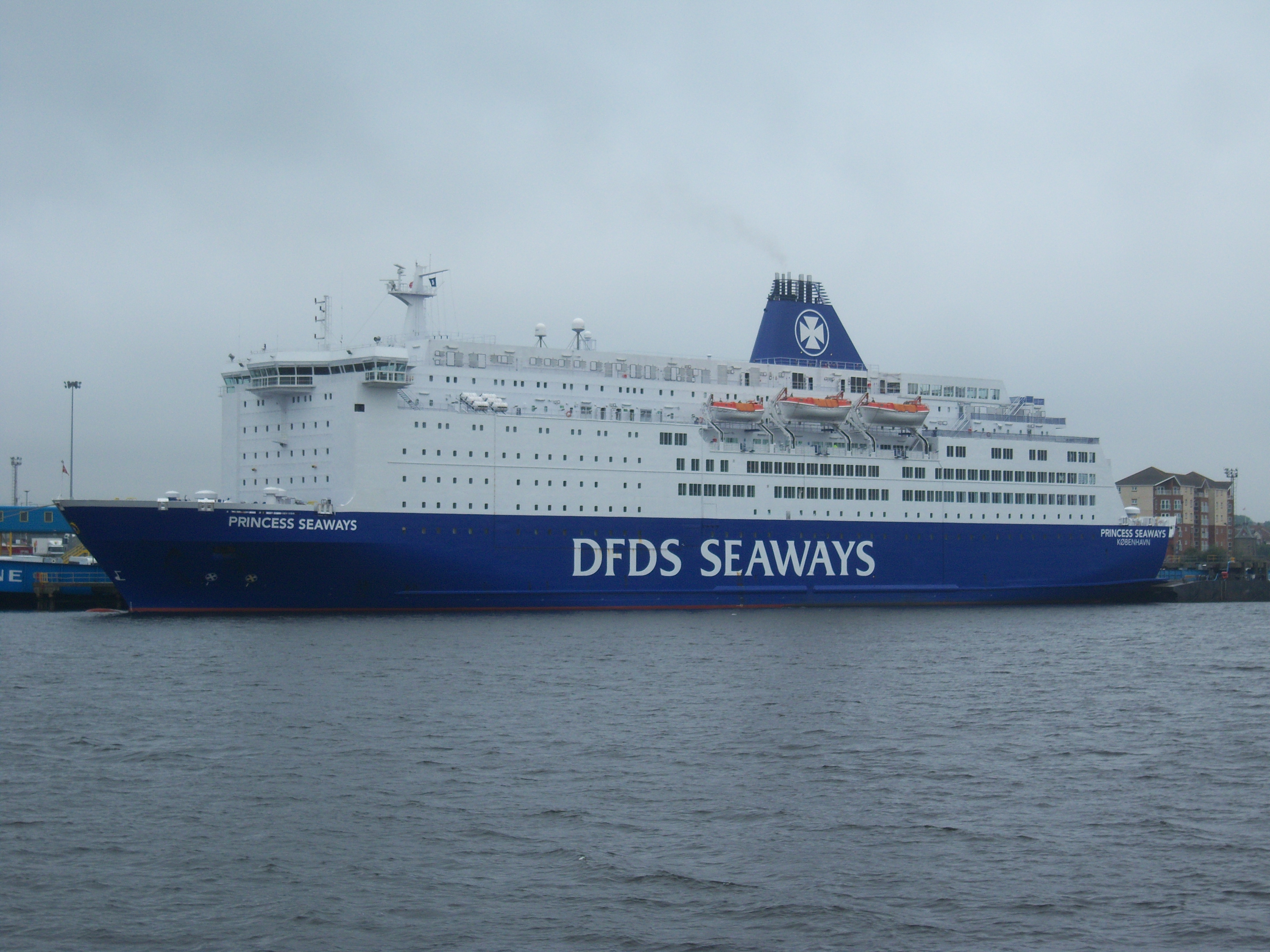
Le Princess Seaways arborant la coque bleue de DFDS.

Au mois de février 2011, durant son arrêt technique effectué aux chantiers Fayard de Odense, la coque du navire est repeinte en bleu, nouvelles couleurs de DFDS et son nom et changé en Princess Seaways. Ces travaux seront cependant troublés par un incendie à l'intérieur du navire le 17 février, ce qui nécessitera son transfert aux chantiers Ørskov, les chantiers Fayard devant accueillir son sister-ship afin de lui faire bénéficier de travaux similaires. Remis en état, le Princess Seaways reprend son service le 26 février.
En janvier 2018, la livrée du navire est une nouvelle fois modifiée avec le remplacement de la peinture bleue de la coque et de la cheminée par une peinture noire. La marque commerciale « DFDS Seaways » est également délaissée au profit de la seule inscription « DFDS ».
Entre février et mars 2019, le car-ferry est exceptionnellement employé sur les liaisons de DFDS entre la Lituanie et la Suède afin de pallier les arrêts techniques successifs des navires y étant habituellement affectés. Durant cette période, des travaux de rénovation sont réalisés en mer au niveau des aménagements intérieurs. Le navire retrouvera la ligne IJmuiden - Newcastle le 28 mars.
En septembre de cette même année, DFDS annonce la signature d'un accord visant à céder le Princess Seaways et son sister-ship à la compagnie italienne Moby Lines en échange des ferries Moby Wonder et Moby Aki, plus récents et disposant d'une meilleure capacité de roulage. Toutefois, l'armateur italien, en difficulté, se verra essuyer un refus de la part de ses créanciers de lever les hypothèques pesant sur ses deux navires, ce qui aboutira à l'annulation de cet accord.
Au mois de mars 2020, l'exploitation du navire est interrompue en raison des restrictions sanitaires mises en place à cause de la propagation de la pandémie de Covid-19. Immobilisé durant près de quatre mois, le Princess Seaways reprend par la suite ses traversées le 16 juillet.

## Aménagements
Le Princess Seaways possède 12 ponts. Ils étaient, à sa mise en service, désignés du plus haut jusqu'au plus bas par ordre alphabétique avant d'adopter une numérotation classique en 2002. Toutefois, bien que s'étendant en réalité sur 13 étages, seuls 12 sont comptabilisés, le pont 3 garage comptant pour deux niveaux. Les locaux des passagers occupent la totalité des ponts 6, 7 et 8 ainsi qu'une partie des ponts 9, 5, 4 et 2. L'équipage occupe en partie les ponts 5, 6, 9 et 10. Le garage occupe quant à lui les ponts 3, 4 et 5.

### Locaux communs
À sa mise en service, le navire proposait à ses passagers un bar-salon de 440 places sur le pont C arrière, un salon de 60 places à proximité, sur le pont D un restaurant-buffet de 320 couverts à l'arrière et un restaurant à la carte de 400 couverts au milieu et un restaurant self-service de 400 couverts sur le pont E. En plus de ces principales installations, un centre de conférence se trouvait sur le pont C du côté bâbord, un galerie marchande était située sur le pont E et une piscine intérieure se trouvait sur le pont K, en dessous des garages.
Sous les couleurs de DFDS, les installations ont conservé leur disposition originale, bien que la fonction de certaines ait été modifiée et la décoration modernisée.

### Cabines
Le Princess Seaways est équipé de 478 cabines privatives principalement situées sur les ponts 6, 7 et 8 au niveau de la partie avant, mais également sur les ponts 4 et 5 de part et d'autre du garage ainsi que sur le pont 2. La plupart de ces cabines peuvent accueillir jusqu'à quatre personnes et toutes sont équipées de sanitaires privés.

## Caractéristiques
Le Princess Seaways mesure 161,53 mètres de long pour 27,60 mètres de large et son tonnage est de 31 356 UMS. Le navire a une capacité de 1 800 passagers et est pourvu d'un garage pouvant accueillir 550 véhicules répartis sur 4 niveaux et accessible par trois portes rampes, deux situées à l'arrière et une à l'avant. La propulsion du Princess Seaways est assurée par quatre moteurs diesel MaK 8M552 développant une puissance de 19 570 kW entraînant deux hélices à pas variable faisant filer le bâtiment à une vitesse de 21 nœuds. Le navire possède quatre embarcations de sauvetage fermées de grande taille, deux sont situées de chaque côté. Elles sont complétées par une embarcation de secours de taille plus petite à bâbord et un canot semi-rigide à tribord. En plus de ces principaux dispositifs, le navire dispose de plusieurs radeaux de sauvetage à coffre s'ouvrant automatiquement au contact de l'eau. Enfin, il est doté de deux propulseurs d'étrave facilitant les manœuvres d'accostage et d'appareillage ainsi que d'un stabilisateur anti-roulis à ailerons rétractables.

## Lignes desservies
Au début de sa carrière pour la compagnie allemande TT-Line, le car-ferry a tout d'abord navigué entre l'Allemagne et la Suède sur la ligne Lübeck - Trelleborg jusqu'à la fin de l'année 1993.
Sous le nom de Spirit of Tasmania de 1993 à 2002, le navire reliait la Tasmanie à l'Australie continentale entre Devonport et Melbourne.
Pour la compagnie Fjord Line, il desservait une liaison reliant les port norvégiens de Bergen, Haugesund et Egersund à Hanstholm au Danemark. À partir de 2005, il est transféré entre la Norvège et le Royaume-Uni sur la ligne Bergen - Stavanger - Newcastle, dans un premier temps pour le compte de Fjord Line puis de la compagnie danoise DFDS à partir de 2006.
Depuis mai 2007, le navire est affecté entre les Pays-Bas et le Royaume-Uni sur la ligne IJmuiden - Newcastle.